# Il vino della giovinezza
Il vino della giovinezza (Wine of Youth) è un film muto del 1924 diretto da King Vidor.

## Trama
Una storia che si ripete in tre episodi: uno ambientato nel 1870, uno nel 1897 e l'ultimo negli anni venti. Maria si giostra tra i suoi pretendenti, non sapendo chi scegliere anche perché crede di vedere il suo futuro rispecchiato nel rapporto, per lei deludente, che intercorre tra i suoi genitori. Alla fine, si ricrederà e accetterà il bravo ragazzo della porta accanto.

## Produzione
Il film fu prodotto dalla MGM.

## Distribuzione
Distribuito dalla MGM, il film venne presentato a New York in prima il 10 agosto. Uscì nelle sale statunitensi il 15 settembre 1924.

### Date di uscita
IMDb
- USA	10 agosto 1924	 (New York City, New York)
- USA	15 settembre 1924
- Svezia	7 settembre 1925
- Finlandia	30 novembre 1925

Alias
- Wine of Youth	USA (titolo originale)
- Il vino della giovinezza	Italia
- Vino de juventud	Venezuela

### Critica
Come spettacolo estivo non è male ma, come avviene di solito in simili tentativi, le azioni dei giovani sono esagerate. Nessun film del genere sarebbe considerato completo e ben fatto senza qualche scena che mostri cocktail che vengono preparati e bevuti, nonché l'effetto che essi producono su quanti se ne servono.

New York Times 11 agosto 1924